# جون مارتينوس
جون مارتينوس (بالألمانية: John Martinus ) (و. 1939 – 2016 م) هو ممثل من الدنمارك . ولد في كوبنهاغن .
توفي عن عمر يناهز 77 عاماً.

## روابط خارجية
- جون مارتينوس على موقع IMDb (الإنجليزية)
- جون مارتينوس على موقع ألو سيني (الفرنسية)
- جون مارتينوس على موقع ميوزك برينز (الإنجليزية)
- جون مارتينوس على موقع أول موفي (الإنجليزية)
- جون مارتينوس على موقع قاعدة بيانات الأفلام السويدية (السويدية)
- جون مارتينوس على موقع قاعدة بيانات الفيلم (الإنجليزية)
- جون مارتينوس على موقع كينوبويسك (الروسية)